# Eight Wonder
Ne doit pas être confondu avec Eighth Wonder.
Albums de AAA
777 ~Triple Seven~
(2012) Gold Symphony
(2014)
Singles
Eight Wonder est le 8e album du groupe AAA, sorti sous le label Avex Trax le 18 septembre 2013 au Japon. Il arrive 1er à l'Oricon. Il se vend à 46 006 exemplaires la première semaine et reste classé 16 semaines pour un total de 64 249 exemplaires vendus en tout durant cette période. Il sort en format 2CD, 2CD+DVD, 2CD+DVD+Lunch Bag Cover ou Playbutton.

## Liste des titres
| 1.  | Eighth Wonder (Album Version)               |  |
| 2.  | Party it up                                 |  |
| 3.  | I Know You Know                             |  |
| 4.  | Alive (ALIVE)                               |  |
| 5.  | Love Is In The Air                          |  |
| 6.  | Koi Oto to Amazora (恋音と雨空 (avec intro) |  |
| 7.  | Miss You                                    |  |
| 8.  | Hohoemi no Saku Basho (ほほえみの咲く場所)  |  |
| 9.  | Good Day                                    |  |
| 10. | Niji (虹)                                   |  |

| 1. | Memory Lane (Naoya Urata & Shinjiro Atae)                   |  |
| 2. | Trap (Misako Uno & Chiaki Ito)                              |  |
| 3. | Believe (Mitsuhiro Hidaka & Shuta Sueyoshi)                 |  |
| 4. | Drama (Takahiro Nishijima & Misako Uno)                     |  |
| 5. | Eighth Wonder (Wonder Land Remix) Remixed by Daisuke Suzuki |  |
| 6. | Koi Oto to Amazora (Acoustic Version) (恋音と雨空)          |  |

| 1.  | Niji (Music Clip) (虹)                              |  |
| 2.  | Miss you (Music Clip)                               |  |
| 3.  | Party It Up (Music Clip)                            |  |
| 4.  | Love Is In The Air (Music Clip)                     |  |
| 5.  | Koi Oto to Amazora (Music Clip) (恋音と雨空)        |  |
| 6.  | Miss You (Music Clip Making)                        |  |
| 7.  | Party It Up (Music Clip Making)                     |  |
| 8.  | Love Is In The Air (Music Clip Making)              |  |
| 9.  | Koi Oto to Amazora (Music Clip Making) (恋音と雨空) |  |
| 10. | Miss You (Offshoot)                                 |  |
| 11. | Party It Up (Offshoot)                              |  |
| 12. | Love Is In The Air (Offshoot)                       |  |
| 13. | Party It Up (Silhouette Version)                    |  |

| 1.  | Eighth Wonder (Album Version)                               |  |
| 2.  | Party it up                                                 |  |
| 3.  | I Know You Know                                             |  |
| 4.  | Alive (ALIVE)                                               |  |
| 5.  | Love Is In The Air                                          |  |
| 6.  | Koi Oto to Amazora (恋音と雨空 (avec intro)                 |  |
| 7.  | Miss You                                                    |  |
| 8.  | Hohoemi no Saku Basho (ほほえみの咲く場所)                  |  |
| 9.  | Good Day                                                    |  |
| 10. | Niji (虹)                                                   |  |
| 11. | Memory Lane (Naoya Urata & Shinjiro Atae)                   |  |
| 12. | Trap (Misako Uno & Chiaki Ito)                              |  |
| 13. | Believe (Mitsuhiro Hidaka & Shuta Sueyoshi)                 |  |
| 14. | Drama (Takahiro Nishijima & Misako Uno)                     |  |
| 15. | Eighth Wonder (Wonder Land Remix) Remixed by Daisuke Suzuki |  |
| 16. | Koi Oto to Amazora (Acoustic Version) (恋音と雨空)          |  |